# La Tour-du-Pin
La Tour-du-Pin é uma comuna francesa na região administrativa de Auvérnia-Ródano-Alpes, no departamento de Isère.
É atravesada pelo rio Bourbre. Tem estação ferroviária e acesso direto à autoestrada A43 (saída 9), ficando também próxima da A48, e é atravessada pela estrada N6.